# Hendrik Hamel
Pour les articles homonymes, voir Hamel.

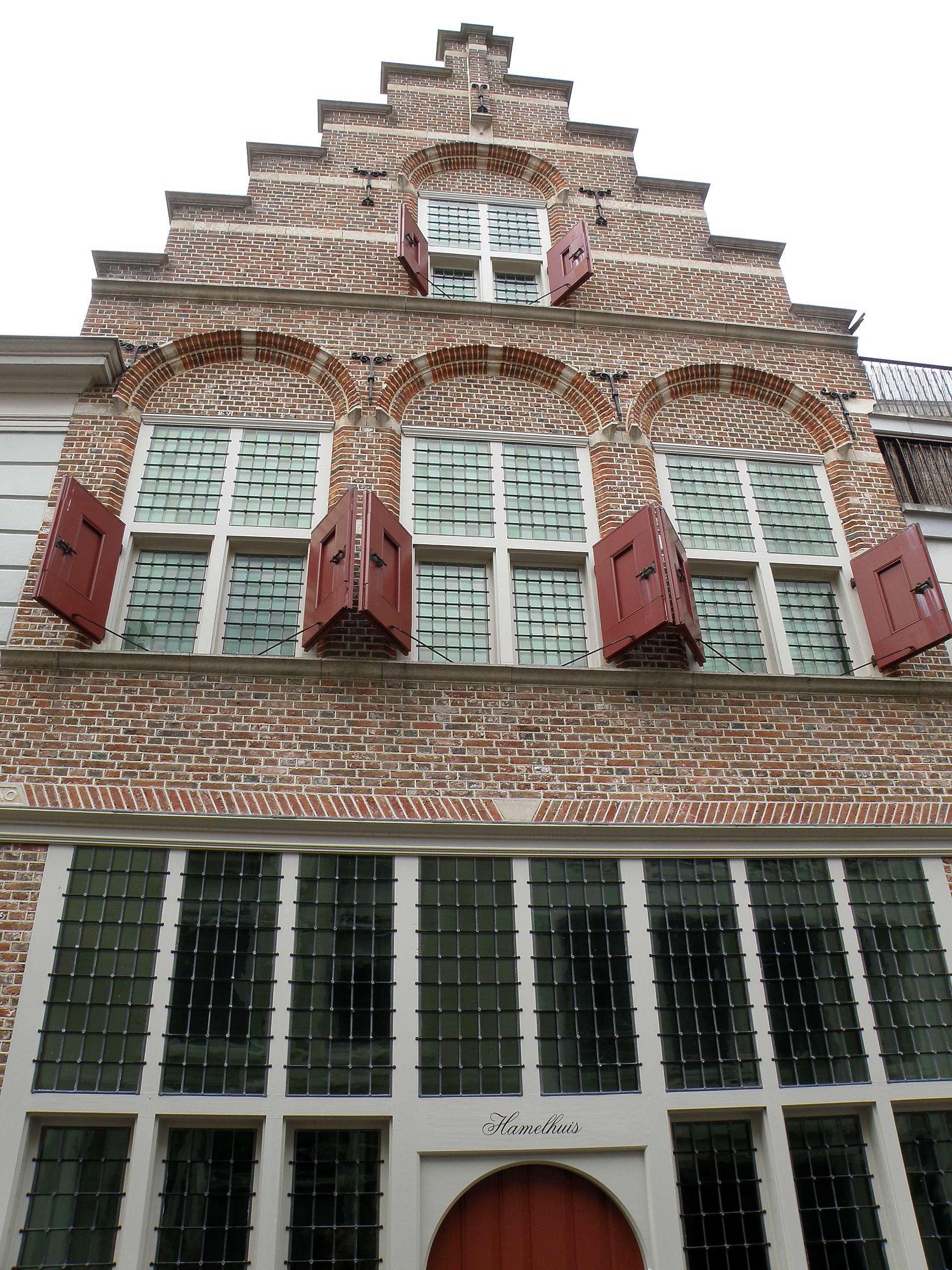
La maison Hamel (Hamelhuis) à Gorinchem.

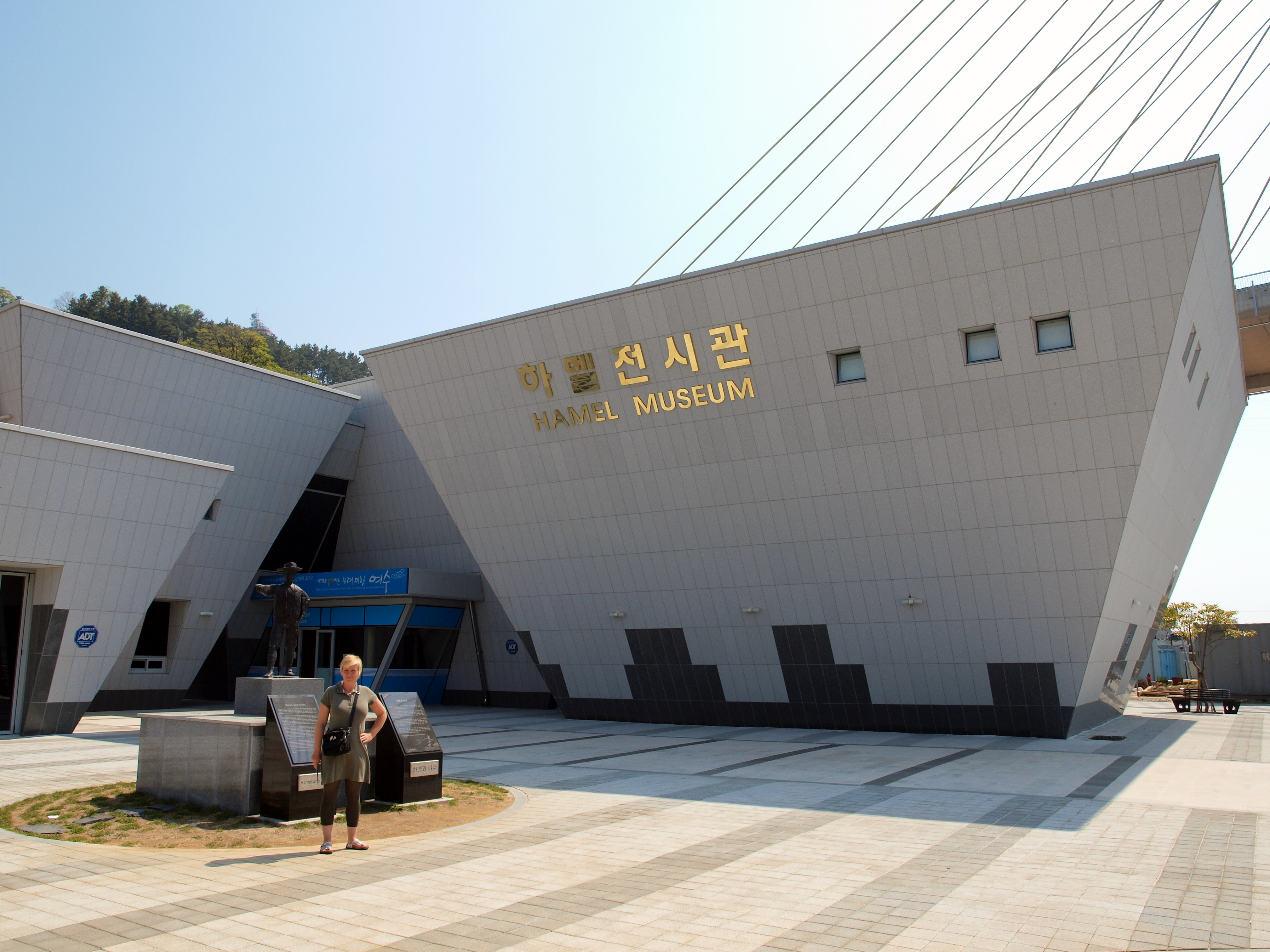
Le musée Hamel à Yeosu.

Hendrik Hamel (Gorinchem 1630 – Gorinchem 12 février 1692) était un explorateur néerlandais. Il fut le premier Européen à donner une description de la Corée, publiée en 1668 en néerlandais et en 1670 en français. Presque oublié dans son pays natal, il est encore assez connu en Corée du Sud.
En 1653, Hamel, comptable chez la Compagnie néerlandaise des Indes orientales (VOC), fut un des 36 à survivre au naufrage du vaisseau Sperwer (Épervier) sur la côte de l'île Quelpaert (actuelle Jeju-do). Les Coréens ne permirent pas à Hamel et à ses compagnons de continuer leur voyage à Nagasaki au Japon : les Néerlandais se voyaient forcés de rester en Corée et de servir à la cour du roi dans une certaine liberté. Pourtant, après treize ans, Hamel et sept autres Néerlandais décidèrent de fuir vers le comptoir de la VOC à Nagasaki.
Le journal de voyage de Hamel fut publié en 1668, et pendant plus de deux siècles, sera le seul document connu dans l'Occident à décrire la Corée. Mattheus Eibokken, le chirurgien du Sperwer, a également transmis ses connaissances, notamment un glossaire de mots coréens, à Nicolas Witsen qui les publia dans son livre Tartaries du Nord et de l'Est en 1692.
A leur arrivée en Corée, ils avaient aussi rencontré Jan Janse Weltevree qui s'était établi dans la péninsule coréenne en 1627. 